# 蓼科山
蓼科山（たてしなやま）是位在長野縣八岳連峰北端的成層火山。標高2,530公尺。

## 概要
圓錐形的優美山容，所以也稱作諏訪富士（すわふじ）。位在八岳中信高原國定公園之內。日本百名山之一。

## 關連項目
- 八岳連峰
- 北八岳
- 白樺湖
- 白樺高原
- 蓼科高原
- 日本百名山
- 鄉土富士

## 外部連結
- 國土地理院 地圖閱覽システム 2万5千分1地形圖名：蓼科山（南西） （页面存档备份，存于）